# Distúrbios de Bruxelas em 2006
Os distúrbios de Bruxelas foram conflitos de crimes de ódio e racistas que ocorreram entre os dias 23 de Setembro de 2006 e 29 de Setembro de 2006 e desencadearam em 2 mortes, quase 500 feridos, mais de 300 presos e quase 50 milhões de Euros em despesas. A tensão na cidade se iniciou quando um criminoso de 25 anos e de origem marroquina chamado Fayçal Chaaban foi morto por policiais. A situação à época não foi bem esclarecida, ficou-se a dúvida se uma suposta juíza havia determinado a pena de morte ou se os próprios policiais o haviam matado espontaneamente. Ele morreu asfixiado de tóxicos e tranquilizantes.

## Consequências
A gangue da qual Fayçal fazia parte se revoltou e iniciou uma série de atos terroristas. Na madrugada do dia 23 de Setembro incendiaram 10 carros e destruíram tudo o que se fazia referência às comunidades negras e eslavas. Gangues árabes, eslavas e negras se desentenderam durante os distúrbios, que ocorreram em bairros pobres de Bruxelas. Os conflitos se estenderam pelas praças, ruas, e até na escolas e envolveu jovens de todas as idades. A polícia agiu e prendeu mais de 300 tumultuadores, mas por um determinado tempo não conseguiu conter os protestos e as brigas. Nas escolas, devido às brigas entre os alunos, a rede pública suspendeu as aulas do dia 25 de Setembro até o dia 30 de Setembro. A família de Fayçal contribuiu de maneira efetiva para abrandar os atritos. No dia seguinte ao término das confusões, o prefeito da época Freddy Thielemans agradeceu por rádio à família do jovem morto por ajudar a conter as brigas e se desculpou em público pelo caos que a cidade viveu.
| “ | A prefeitura de Bruxelas assume a plena responsabilidade pela apreensão e medo que nosso povo sentiu durante essa semana. Pedimos sinceras desculpas, mesmo que saibamos que isso não bastará. Quero implorar perdão em especial às famílias dos jovens que se envolveram nesses conflitos, pois esse sofreram mais do que qualquer um. | ” |

-Thielemans após os distúrbios